# کازانچی (شهرستان باکالینسکی، باشقیرستان)
کازانچی (به لاتین: Kazanchi) یک منطقهٔ مسکونی در روسیه است که در باشقیرستان واقع شده‌است.